# Copa del Rey de 2020–21
A Copa del Rey de futebol de 2020–21 foi a 117º edição da competição nacional por eliminatórias do futebol espanhol. O vencedor ganha uma vaga na fase de grupos da Liga Europa da UEFA de 2021–22. O campeão e vice-campeão ganham vaga na Supercopa da Espanha de 2021–22. O detentor do título é a Real Sociedad. O Barcelona se sagrou campeão desta edição após vencer o Athletic Bilbao na final, por 4–0.

## Formato
No formato atual da Copa del Rey, um total de 126 equipes jogam, divididas nas seguintes categorias:
- 20 equipes da Primeira Divisão. Os quatro classificados da Supercopa da Espanha entram na terceira fase (16 avos de final).
- 22 equipes da Segunda Divisão.
- 28 equipes da Segunda B. Os sete primeiros de cada grupo, sendo que equipes filiais ou dependentes não participam.
- 32 equipes da Terceira Divisão. Desde que não sejam equipes filiais ou dependentes, participam os 18 campeões, assim como os 14 segundos classificados com melhor campanha em cada grupo.
- 4 equipes semifinalistas da Copa RFEF.
- 10 equipes das primeiras divisões regionais. Saem resultantes de uma fase preliminar entre os campeões de cada uma das vinte federações territoriais.

Para chegar à final, são disputadas seis fases eliminatórias, todas em uma única partida, exceto as semifinais, que são disputadas no formato de ida e volta. Na primeira rodada eliminatória, as 10 equipes da Prévia Interterritorial são emparelhadas com as 10 da Primeira Divisão. As 28 equipes restantes da Primeira e Segunda Divisão são emparelhadas com as 4 da Copa RFEF, as 21 equipes da Terceira Divisão e três da Segunda B. As demais equipes da Segunda B se enfrentam, ficando uma delas fora desta primeira eliminatória. As equipes que participam da Supercopa não jogam até a terceira fase. A primeira fase é composta por 56 jogos, com 116 times participantes. Os vencedores têm acesso à segunda fase.
Todas as partidas são disputadas com mando da equipe de menor divisão. No caso da mesma divisão, é definido em sorteio, com a partida sendo disputada com mando da primeira equipe que sair no sorteio.
As partidas que terminarem empatadas nos 90 minutos se decidem em prorrogação; se ainda assim persistir o empate, a partida irá para a disputa de pênaltis.

## Calendário
O calendário da competição foi divulgado em 14 de setembro de 2020.
| Fase             | Sorteio                | Datas dos jogos                     | Partidas | Clubes    | Detalhes |
| ---------------- | ---------------------- | ----------------------------------- | -------- | --------- | --- |
| Preliminar       | 29 de outubro de 2020  | 11 de novembro de 2020              | 10       | 126 → 116 | Incorporações: Clubes classificados das divisões regionais em 2019–20. Formato do sorteio: As equipes se enfrentarão entre si de acordo com critérios de proximidade geográfica. Equipe mandante: A equipe de menor divisão ou conforme sorteio para equipes da mesma divisão Tipo de eliminatória: Partida única |
| Primeira fase    | 16 de novembro de 2020 | 15, 17, 23 e 30 de dezembro de 2020 | 56       | 112 → 56  | Incorporações: Todas as equipes participantes restantes com exceção dos quatro participantes da Supercopa. Formato do sorteio: Equipes da primeira e segunda divisão enfrentam as equipes da terceira divisão e divisões regionais. Os quatro restantes enfrentam equipes da Segunda B. Equipe mandante: A equipe de menor divisão ou conforme sorteio para equipes da mesma divisão Tipo de eliminatória: Partida única |
| Segunda fase     | 18 de dezembro de 2020 | 5-7 de janeiro de 2021              | 28       | 56 → 32   | Formato do sorteio: As equipes de menor divisão enfrentam as equipes da primeira e segunda divisão. Equipe mandante: A equipe de menor divisão ou conforme sorteio para equipes da mesma divisão Tipo de eliminatória: Partida única |
| Terceira fase    | 8 de janeiro de 2021   | 16, 17, 20 e 21 de janeiro de 2021  | 16       | 32 → 16   | Incorporações: As quatro equipes participantes da Supercopa Formato do sorteio: Sem restrições Equipe mandante: A equipe de menor divisão ou conforme sorteio para equipes da mesma divisão Tipo de eliminatória: Partida única |
| Oitavas de final | 22 de janeiro de 2021  | 26-28 de janeiro de 2021            | 8        | 16 → 8    | Formato do sorteio: Sem restrições Equipe mandante: A equipe de menor divisão ou conforme sorteio para equipes da mesma divisão Tipo de eliminatória: Partida única |
| Quartas de final | 29 de janeiro de 2021  | 3 de fevereiro de 2021              | 4        | 8 → 4     | Formato do sorteio: Sem restrições Equipe mandante: A equipe de menor divisão ou conforme sorteio para equipes da mesma divisão Tipo de eliminatória: Partida única |
| Semifinal        | A definir              | 10 de fevereiro de 2021             | 2        | 4 → 2     | Formato do sorteio: Sem restrições Equipe mandante: Conforme sorteio Tipo de eliminatória: Partidas de ida e volta, valendo a regra do gol fora de casa. |
| Semifinal        | A definir              | 3 de março de 2021                  | 2        | 4 → 2     | Formato do sorteio: Sem restrições Equipe mandante: Conforme sorteio Tipo de eliminatória: Partidas de ida e volta, valendo a regra do gol fora de casa. |
| Final            | A definir              | 17 de abril de 2021                 | 1        | 2 → 1     | Partida única, no estádio de La Cartuja, em Sevilha, decidido pela RFEF. O campeão se classifica para a fase de grupos da Liga Europa da UEFA de 2021–22. |

## Participantes
| Primeira Divisão (20 equipes) | Segunda Divisão (22 equipes) | Segunda B (28 equipes) | Terceira Divisão (32 equipes) | Copa RFEF (4 equipes)                          | Prévia Interterritorial (20 equipes) |
| --- | --- | --- | --- | ---------------------------------------------- | --- |
| - Alavés - Athletic Bilbao - Atlético de Madrid - Barcelona - Betis - Celta de Vigo - Eibar - Espanyol - Getafe - Granada - Leganés - Levante - Mallorca - Osasuna - Real Madrid - Real Sociedad - Valladolid - Sevilla - Valencia - Villarreal | - Albacete - Alcorcón - Almería - Cádiz - Elche - Extremadura - Fuenlabrada - Girona - Huesca - Deportivo La Coruña - Las Palmas - Lugo - Málaga - Mirandés - Numancia - Ponferradina - Racing Santander - Rayo Vallecano - Real Oviedo - Sporting de Gijón - Tenerife - Zaragoza | - Amorebieta - Andorra - Atlético Baleares - Badajoz - Burgos - Calahorra - Cartagena - Castellón - Córdoba - Cornellà - Cultural Leonesa - Coruxo - Guijuelo - Haro Deportivo - Ibiza-Eivissa - Inter de Madrid - La Nucía - Linense - Lleida Esportiu - UD Logroñés - Marbella - Olot - Peña Deportiva - Pontevedra - Rayo Majadahonda - Sabadell - San Fernando - Yeclano | - Alcoyano - Atlético Pulpileño - Ciudad de Lucena - Compostela - Coria - El Ejido - Gimnástica Segoviana - Gimnástica Torrelavega - Ibiza Islas Pitiusas - L'Hospitalet - Laredo - Lealtad - Linares - Llanera - SD Logroñés - Lorca Deportiva - Marino - Mutilvera - Navalcarnero - Ourense - Poblense - Portugalete - Quintanar del Rey - San Juan - Sestao River - Socuéllamos - Tarazona - Terrassa - Teruel - Varea - Villanovense - Zamora | - Las Rozas - Leioa - Llagostera - UCAM Murcia | - Anaitasuna - AUGC Deportiva - Buñol - Cantolagua - Cardassar - Chinato - Colegios Diocesanos - Épila - Guía - Marchamalo - Miengo - Montañesa - Móstoles - Racing Murcia - Racing Rioja - Real Titánico - Ribadumia - Rincón - Rusadir - Tomares |

## Prévia interterritorial
Nesta fase preliminar, que aconteceu em 11 de novembro de 2020, participam os campeões de cada uma das vinte federações territoriais emparelhados sob critérios de proximidade geográfica em um sorteio que foi realizado em 29 de outubro de 2020.
| Equipe 1       | Resultado       | Equipe 2            |
| -------------- | --------------- | ------------------- |
| Rusadir        | 1–2             | Rincón              |
| AUGC Deportiva | 0–3             | Racing Murcia       |
| Real Titánico  | 0–2             | Anaitasuna          |
| Racing Rioja   | 3–0             | Colegios Diocesanos |
| Montañesa      | 0–1             | Cantolagua          |
| Cardassar      | 0–0 (4–3) (pen) | Épila               |
| Tomares        | 3–0             | Chinato             |
| Miengo         | 0–1             | Ribadumia           |
| Móstoles       | 0–0 (4–5) (pen) | Marchamalo          |
| Guía           | 0–1             | Buñol               |

## Primeira fase
O sorteio foi realizado em 16 de novembro. As partidas foram disputadas entre 15 e 23 de dezembro.
| Equipe 1               | Resultado | Equipe 2           |
| ---------------------- | --------- | ------------------ |
| Atlético Pulpileño     | 1–2       | Lugo               |
| Marchamalo             | 2–3 (pro) | Huesca             |
| Tomares                | 0–6       | Osasuna            |
| Cantolagua             | 0–5       | Valladolid         |
| Sestao River           | 0–2 (pro) | Tenerife           |
| Portugalete            | 1–0       | Ponferradina       |
| Ciudad de Lucena       | 0–3       | Sevilla            |
| Ourense                | 0–1 (pro) | Leganés            |
| Coria                  | 2–3       | Real Oviedo        |
| Coruxo                 | 0–4       | Málaga             |
| Lealtad                | 1–2       | Alcorcón           |
| Burgos                 | 2–0       | Andorra            |
| Quintanar del Rey      | 1–2       | Sporting de Gijón  |
| L'Hospitalet           | 1–4       | Almería            |
| San Fernando           | 0–2       | Castellón          |
| Córdoba                | 1–0       | Albacete           |
| Numancia               | 4–1       | Lorca Deportiva    |
| Racing Murcia          | 0–5       | Levante            |
| Cardassar              | 0–3       | Atlético de Madrid |
| Terrassa               | 2–4 (pro) | Valencia           |
| Las Rozas              | 1–0       | Mirandés           |
| Llagostera             | 0–1 (pro) | Espanyol           |
| Ibiza Islas Pitiusas   | 0–2       | Sabadell           |
| Atlético Baleares      | 0–1       | Fuenlabrada        |
| Amorebieta             | 1–0       | UD Logroñés        |
| Inter de Madrid        | 0–3       | Linares            |
| Guijuelo               | 0–1       | Mallorca           |
| Rayo Majadahonda       | 1–2 (pro) | Yeclano            |
| Gimnástica Torrelavega | 0–2 (pro) | Zaragoza           |
| Marbella               | 1–0 (pro) | Lleida Esportiu    |
| Calahorra              | 0–1       | La Nucía           |
| Buñol                  | 1–2       | Elche              |
| Rincón                 | 0–2       | Alavés             |
| Leioa                  | 0–6       | Villarreal         |
| Marino                 | 0–1       | Cornellà           |
| Deportivo La Coruña    | 1–0       | El Ejido           |
| Navalcarnero           | 1–0       | Badajoz            |
| Anaitasuna             | 1–2       | Getafe             |
| Ribadumia              | 0–2       | Cádiz              |
| San Juan               | 0–2       | Granada            |
| Gimnástica Segoviana   | 0–2       | Girona             |
| Teruel                 | 2–3 (pro) | Rayo Vallecano     |
| Ibiza-Eivissa          | 2–1 (pro) | Compostela         |
| Cultural Leonesa       | 1–0       | Villanovense       |
| Mutilvera              | 1–0       | Racing Santander   |
| UCAM Murcia            | 0–2       | Betis              |
| Peña Deportiva         | 4–1       | Tarazona           |
| Varea                  | 0–4       | Las Palmas         |
| Pontevedra             | 2–1       | Cartagena          |
| Alcoyano               | 4–1       | Laredo             |
| Extremadura            | 1–2       | Socuéllamos        |
| Racing Rioja           | 0–2       | Eibar              |
| Llanera                | 0–5       | Celta de Vigo      |
| Haro Deportivo         | 2–1       | Linense            |
| Zamora                 | 2–1       | SD Logroñés        |
| Poblense               | 1–2       | Olot               |

## Segunda fase
Esta fase é disputada em jogo único, por todas as equipes classificadas da primeira fase, mas ainda sem os times da Supercopa. As partidas seguem sendo disputadas com mando da equipe de menor divisão, com sorteio para equipes da mesma categoria. São 56 clubes em 28 jogos. O sorteio foi realizado em 18 de dezembro de 2020.
| Equipe 1            | Resultado       | Equipe 2           |
| ------------------- | --------------- | ------------------ |
| Córdoba             | 1–0             | Getafe             |
| Ibiza-Eivissa       | 5–2             | Celta de Vigo      |
| Zamora              | 1–4             | Villarreal         |
| Linares             | 0–2             | Sevilla            |
| Marbella            | 2–3 (pro)       | Valladolid         |
| Alcorcón            | 2–1             | Zaragoza           |
| Portugalete         | 1–2             | Levante            |
| La Nucía            | 0–1             | Elche              |
| Socuéllamos         | 0–2             | Leganés            |
| Numancia            | 1–2             | Almería            |
| Mutilvera           | 1–3             | Betis              |
| Cultural Leonesa    | 1–2 (pro)       | Granada            |
| Haro Deportivo      | 1–3             | Rayo Vallecano     |
| Navalcarnero        | 1–0             | Las Palmas         |
| Cornellà            | 1–0             | Atlético de Madrid |
| Olot                | 0–3             | Osasuna            |
| Deportivo La Coruña | 0–1             | Alavés             |
| Burgos              | 0–2             | Espanyol           |
| Castellón           | 0–2             | Tenerife           |
| Fuenlabrada         | 2–2 (7–6) (pen) | Mallorca           |
| Málaga              | 1–0             | Real Oviedo        |
| Yeclano             | 1–4             | Valencia           |
| Pontevedra          | 0–0 (4–5) (pen) | Cádiz              |
| Amorebieta          | 0–1             | Sporting de Gijón  |
| Peña Deportiva      | 0–0 (2–0) (pen) | Sabadell           |
| Las Rozas           | 3–4 (pro)       | Eibar              |
| Alcoyano            | 2–1             | Huesca             |
| Girona              | 2–1 (pro)       | Lugo               |

## Terceira fase
Esta fase é disputada novamente em jogo único, por 28 equipes classificadas da fase anterior, mais os quatro participantes da Supercopa. As partidas seguem sendo disputadas com mando da equipe de menor divisão, com sorteio para equipes da mesma categoria. São 32 clubes em 16 jogos. O sorteio foi realizado em 8 de janeiro de 2021, e as partidas foram disputadas em 16, 17, 20 e 21 de janeiro, com as equipes vencedoras tendo acesso às oitavas de final.
| Equipe 1          | Resultado       | Equipe 2        |
| ----------------- | --------------- | --------------- |
| Almería           | 5–0             | Alavés          |
| Peña Deportiva    | 1–4 (pro)       | Valladolid      |
| Girona            | 2–0             | Cádiz           |
| Fuenlabrada       | 1–1 (2–4) (pen) | Levante         |
| Leganés           | 0–1 (pro)       | Sevilla         |
| Rayo Vallecano    | 2–0             | Elche           |
| Espanyol          | 0–2             | Osasuna         |
| Málaga            | 1–2             | Granada         |
| Navalcarnero      | 3–1             | Eibar           |
| Sporting de Gijón | 0–2             | Betis           |
| Alcorcón          | 0–2             | Valencia        |
| Tenerife          | 0–1             | Villarreal      |
| Córdoba           | 0–2             | Real Sociedad   |
| Alcoyano          | 2–1 (pro)       | Real Madrid     |
| Ibiza-Eivissa     | 1–2             | Athletic Bilbao |
| Cornellà          | 0–2 (pro)       | Barcelona       |

### Confrontos
| 16 de janeiro de 2021 | Almería                                                          | 5 – 0     | Alavés | Juegos Mediterráneos, Almeria  |
| 12:00 (UTC+1)         | Sadiq 8', 45+1' · Aketxe 45' · Battaglia 52' · Villar 81' (pen.) | Relatório |        | Árbitro: Javier Alberola Rojas |

| 16 de janeiro de 2021 | Peña Deportiva | 1 – 4 (pro) | Valladolid                                             | Camp Municipal, Santa Eulària des Riu |
| 12:00 (UTC+1)         | Andrada 13'    | Relatório   | 62' (pen.) Míchel · 96' (pen.), 112' Mesa · 116' Plano | Árbitro: David Medié Jiménez          |

| 16 de janeiro de 2021 | Girona          | 2 – 0     | Cádiz | Montilivi, Girona               |
| 16:00 (UTC+1)         | Valery 48', 58' | Relatório |       | Árbitro: Valentín Pizarro Gómez |

| 16 de janeiro de 2021 | Fuenlabrada | 1 – 1 (pro) | Levante      | Ciudad del Fútbol, Las Rozas de Madrid |
| 18:00 (UTC+1)         | Garcés 68'  | Relatório   | 19' Cristian | Árbitro: Santiago Jaime Latre          |

|                               |       | Penalidades              |  |
| Mikel Pinchi Garcés Cristóbal | 2 – 4 | Martí Melero León Duarte |  |

| 16 de janeiro de 2021 | Leganés | 0 – 1 (pro) | Sevilla     | Wanda Metropolitano, Madrid     |
| 20:00 (UTC+1)         |         | Relatório   | 96' Ocampos | Árbitro: Pablo González Fuertes |

| 16 de janeiro de 2021 | Rayo Vallecano        | 2 – 0     | Elche | Vallecas, Madrid             |
| 22:00 (UTC+1)         | Bebé 36' · Catena 78' | Relatório |       | Árbitro: Isidro Díaz de Mera |

| 17 de janeiro de 2021 | Espanyol | 0 – 2     | Osasuna                 | RCDE Stadium, Barcelona     |
| 12:00 (UTC+1)         |          | Relatório | 9' Martínez · 29' Barja | Árbitro: Mario Melero López |

| 17 de janeiro de 2021 | Málaga       | 1 – 2     | Granada               | La Rosaleda, Málaga              |
| 12:00 (UTC+1)         | Quintana 76' | Relatório | 16' Vico · 28' Molina | Árbitro: Carlos del Cerro Grande |

| 17 de janeiro de 2021 | Navalcarnero                          | 3 – 1     | Eibar    | Mariano González, Navalcarnero |
| 16:00 (UTC+1)         | Jaimez 30' (pen.) · Esnáider 61', 79' | Relatório | 16' Muto | Árbitro: Adrián Cordero Vega   |

| 17 de janeiro de 2021 | Sporting de Gijón | 0 – 2     | Betis                          | El Molinón, Gijón                     |
| 16:00 (UTC+1)         |                   | Relatório | 28' (pen.) Canales · 31' Rodri | Árbitro: Ricardo de Burgos Bengoetxea |

| 17 de janeiro de 2021 | Alcorcón | 0 – 2     | Valencia               | Ciudad del Fútbol, Las Rozas de Madrid |
| 18:00 (UTC+1)         |          | Relatório | 12' Koba · 76' Vallejo | Árbitro: Javier Estrada Fernández      |

| 17 de janeiro de 2021 | Tenerife | 0 – 1     | Villarreal | Heliodoro Rodríguez, Santa Cruz de Tenerife |
| 18:00 (UTC+1)         |          | Relatório | 90' Niño   | Árbitro: César Soto Grado                   |

| 20 de janeiro de 2021 | Córdoba | 0 – 2     | Real Sociedad | Nuevo Arcángel, Córdova             |
| 19:00 (UTC+1)         |         | Relatório | 57', 84' José | Árbitro: Guillermo Cuadra Fernández |

| 20 de janeiro de 2021 | Alcoyano                 | 2 – 1 (pro) | Real Madrid | El Collao, Alcoi                     |
| 21:00 (UTC+1)         | Solbes 80' · Juanan 115' | Relatório   | 45' Militão | Árbitro: José María Sánchez Martínez |

| 21 de janeiro de 2021 | Ibiza-Eivissa | 1 – 2     | Athletic Bilbao          | Can Misses, Ibiza               |
| 19:00 (UTC+1)         | Pérez 12'     | Relatório | 52' García · 90+1' Núñez | Árbitro: Pablo González Fuertes |

| 21 de janeiro de 2021 | Cornellà | 0 – 2 (pro) | Barcelona                        | Nou Estadi Municipal, Cornellà de Llobregat |
| 21:00 (UTC+1)         |          | Relatório   | 92' Dembélé · 120+1' Braithwaite | Árbitro: César Soto Grado                   |

## Oitavas de final
Esta fase é disputada novamente em jogo único, pelas equipes classificadas da fase anterior. As partidas seguem sendo disputadas com mando da equipe de menor divisão. Em caso de rivais da mesma divisão, o mando de campo fica decidido pela ordem de extração das bolas. O sorteio foi realizado em 22 de janeiro de 2021, e as partidas serão disputadas entre 26 e 28 de janeiro, com as equipes vencedoras tendo acesso às quartas de final.
| Equipe 1       | Resultado       | Equipe 2        |
| -------------- | --------------- | --------------- |
| Valladolid     | 2–4             | Levante         |
| Betis          | 3–1 (pro)       | Real Sociedad   |
| Girona         | 0–1             | Villarreal      |
| Sevilla        | 3–0             | Valencia        |
| Almería        | 0–0 (5–4) (pen) | Osasuna         |
| Rayo Vallecano | 1–2             | Barcelona       |
| Navalcarnero   | 0–6             | Granada         |
| Alcoyano       | 1–2             | Athletic Bilbao |

### Confrontos
| 26 de janeiro de 2021 | Valladolid               | 2 – 4     | Levante                                                | José Zorrilla, Valladolid       |
| 19:00 (UTC+1)         | Villa 13' · Weissman 65' | Relatório | 23' Bardhi · 45' Malsa · 59' Coke · 80' (pen.) Morales | Árbitro: Valentín Pizarro Gómez |

| 26 de janeiro de 2021 | Betis                            | 3 – 1 (pro) | Real Sociedad | Benito Villamarín, Sevilha   |
| 21:00 (UTC+1)         | Canales 78' · Iglesias 96', 111' | Relatório   | 13' Oyarzabal | Árbitro: Antonio Mateu Lahoz |

| 26 de janeiro de 2021 | Girona | 0 – 1     | Villarreal | Montilivi, Girona                     |
| 21:00 (UTC+1)         |        | Relatório | 19' Pino   | Árbitro: Ricardo de Burgos Bengoetxea |

| 27 de janeiro de 2021 | Sevilla                        | 3 – 0     | Valencia | Ramón Sánchez-Pizjuán, Sevilha   |
| 19:00 (UTC+1)         | De Jong 20', 33' · Rakitić 38' | Relatório |          | Árbitro: Carlos del Cerro Grande |

| 27 de janeiro de 2021 | Almería | 0 – 0 (pro) | Osasuna | Juegos Mediterráneos, Almeria |
| 21:00 (UTC+1)         |         | Relatório   |         | Árbitro: Santiago Jaime Latre |

|                                                 |       | Penalidades                                   |  |
| Akieme Corpas Sadiq Ramazani De la Hoz Carvalho | 5 – 4 | Torres Moncayola Calleri Sánchez Barja García |  |

| 27 de janeiro de 2021 | Rayo Vallecano | 1 – 2     | Barcelona               | Vallecas, Madrid                    |
| 21:00 (UTC+1)         | García 63'     | Relatório | 69' Messi · 80' De Jong | Árbitro: Guillermo Cuadra Fernández |

| 28 de janeiro de 2021 | Navalcarnero | 0 – 6     | Granada                                                                    | Mariano González, Navalcarnero |
| 19:00 (UTC+1)         |              | Relatório | 9' Germán · 24' Soro · 32' Vico · 34' Soldado · 72' Foulquier · 78' Molina | Árbitro: Javier Alberola Rojas |

| 28 de janeiro de 2021 | Alcoyano      | 1 – 2     | Athletic Bilbao               | El Collao, Alcoi             |
| 21:00 (UTC+1)         | Carbonell 39' | Relatório | 53' Villalibre · 78' Williams | Árbitro: David Medié Jiménez |

## Quartas de final
Esta fase é disputada novamente em jogo único, pelas equipes classificadas da fase anterior. As partidas seguem sendo disputadas com mando da equipe de menor divisão. Em caso de rivais da mesma divisão, o mando de campo fica decidido pela ordem de extração das bolas. O sorteio foi realizado em 29 de janeiro de 2021, e as partidas serão disputadas entre 2 e 4 de fevereiro, com as equipes vencedoras tendo acesso às semifinais.
| Equipe 1 | Resultado       | Equipe 2        |
| -------- | --------------- | --------------- |
| Almería  | 0–1             | Sevilla         |
| Levante  | 1–0 (pro)       | Villarreal      |
| Granada  | 3–5 (pro)       | Barcelona       |
| Betis    | 1–1 (1–4) (pen) | Athletic Bilbao |

### Confrontos
| 2 de fevereiro de 2021 | Almería | 0 – 1     | Sevilla     | Juegos Mediterráneos, Almeria     |
| 21:00 (UTC+1)          |         | Relatório | 67' Ocampos | Árbitro: Javier Estrada Fernández |

| 3 de fevereiro de 2021 | Levante      | 1 – 0 (pro) | Villarreal | Ciutat de València, Valência |
| 19:00 (UTC+1)          | Martí 120+1' | Relatório   |            | Árbitro: César Soto Grado    |

| 3 de fevereiro de 2021 | Granada                                     | 3 – 5 (pro) | Barcelona                                             | Nuevo Los Cármenes, Granada          |
| 21:00 (UTC+1)          | Kenedy 33' · Soldado 47' · Vico 103' (pen.) | Relatório   | 88', 100' Griezmann · 90+2', 113' Alba · 108' De Jong | Árbitro: José María Sánchez Martínez |

| 4 de fevereiro de 2021 | Betis      | 1 – 1 (pro) | Athletic Bilbao | Benito Villamarín, Sevilha             |
| 21:00 (UTC+1)          | Juanmi 84' | Relatório   | 90+4' García    | Árbitro: Alejandro Hernández Hernández |

|                      |       | Penalidades                   |  |
| Mandi Canales Juanmi | 1 – 4 | García Williams Morcillo Yuri |  |

## Semifinal
Esta fase é disputada pelas equipes classificadas da fase anterior, com jogos de ida e volta. O jogo de ida será disputado em fevereiro de 2021, enquanto o jogo da volta será disputado em março. As equipes vencedoras terão acesso à final.
| Equipe 1        | Total | Equipe 2  | Ida | Volta     |
| --------------- | ----- | --------- | --- | --------- |
| Sevilla         | 2–3   | Barcelona | 2–0 | 0–3 (pro) |
| Athletic Bilbao | 3–2   | Levante   | 1–1 | 2–1 (pro) |

### Confrontos

#### Jogos de ida
| 10 de fevereiro de 2021 | Sevilla                  | 2 – 0     | Barcelona | Ramón Sánchez-Pizjuán, Sevilha |
| 21:00 (UTC+1)           | Koundé 25' · Rakitić 85' | Relatório |           | Árbitro: Antonio Mateu Lahoz   |

| 11 de fevereiro de 2021 | Athletic Bilbao | 1 – 1     | Levante    | San Mamés, Bilbau          |
| 21:00 (UTC+1)           | Martínez 58'    | Relatório | 26' Melero | Árbitro: Jesús Gil Manzano |

#### Jogos de volta
| 3 de março de 2021 | Barcelona                                   | 3 – 0 (pro) | Sevilla | Camp Nou, Barcelona                  |
| 21:00 (UTC+1)      | Dembélé 12' · Piqué 90+4' · Braithwaite 95' | Relatório   |         | Árbitro: José María Sánchez Martínez |

| 4 de março de 2021 | Levante   | 1 – 2 (pro) | Athletic Bilbao                    | Ciutat de València, Valência     |
| 21:00 (UTC+1)      | Martí 17' | Relatório   | 30' (pen.) García · 112' Berenguer | Árbitro: Carlos del Cerro Grande |

## Final
| 17 de abril de 2021 | Athletic Bilbao | 0 – 4     | Barcelona                                    | La Cartuja, Sevilha            |
| 21:30 (UTC+1)       |                 | Relatório | 60' Griezmann · 63' De Jong · 68', 72' Messi | Árbitro: Juan Martínez Munuera |

## Premiação
| Copa del Rey 2020-21           |
| ------------------------------ |
| Barcelona Campeão (31º título) |